# Jedroglavka
Jedroglavka (lat. Lophotus lacepede) ili kako se još naziva britka jedroglavka, riba je iz porodice Lophotidae. Vrlo se rijetko pojavljuje kod nas, zabilježeno je tek nekoliko slučajeva, a nije mnogo češća ni u Mediteranu. Naime, jedroglavka je stanovnik toplih mora i oceana, koja živi dalje od obale, na dubinama do 100 m. Naraste i do 2 metra duljine i predator je koji se hrani ribom i glavonošcima, a najčešća hrana su joj inćuni i lignje. Izgled jedroglavke je poseban, ima dugačko, trakasto tijelo, koje završava zašiljenim repom, glava i tijelo su srebrenkaste boje, s točkama u svjetlijim nijansama srebrne, peraje su joj crvenkaste. Iz same glave joj počima rasti leđna peraja, koja se proteže sve do repa. Pokrivena je sitnim svjetlucavim ljuskama. Jedroglavka je oviparna, a jajašca i larva se mogu pronaći među oceanskim zooplanktonom.

## Zanimljivosti
Jedroglavka ima poseban način obrane od predatora (najčešći predator je tuna). Kada joj zaprijeti opasnost, jedroglavka izbacuje crnu tekućinu u more, čime se ono zamuti, što omogućuje jedroglavki da pobjegne. Tekućinu proizvodi posebna žlijezda na tijelu, a tekućina se čuva u posebnoj vrećici u tijelu. Sličan način obrane razvijen je i kod sipa i hobotnica.
U Jadranu je do sada zabilježeno tek 4-5 slučajeva pojavljivanja ove ribe. Posljednji slučaj se zbio kod Paga, gdje je jedroglavka, vjerojatno zbog hladnoće mora, pokušala iskočiti na kopno.

## Rasprostranjenost
Jedroglavka živi širom svijeta u toplim morima i oceanima, no dosta je rijetka i rijetko se lovi. Najćešća je u oceanima, većinom južno od Ekvatora.

## Slike
- Arhivirana inačica izvorne stranice od 15. studenoga 2008. (Wayback Machine)

## Poveznice
|  | Zajednički poslužitelj ima još gradiva o temi Jedroglavka |
|  | Wikivrste imaju podatke o taksonu Jedroglavka             |